# Karl Tölke
Karl Tölke (* vor 1855; † nach 1881) war ein preußischer Rittergutsbesitzer und Mitglied des Reichstags des Deutschen Kaiserreichs.

## Leben
Karl Tölke war Besitzer des Ritterguts Bomsdorf in der Nähe von Loburg in der preußischen Provinz Sachsen.
Am 28. Februar 1879 gewann er als Kandidat der Nationalliberalen Partei eine Ersatzwahl im Reichstagswahlkreis Magdeburg 3 (Jerichow I, Jerichow II) und gehörte dem Reichstag bis zum Ende der Legislaturperiode im Jahre 1881 an.